# Nuits de Californie
Pour plus de détails, voir Fiche technique et Distribution.
Nuits de Californie (Let's Go Places) est un film américain en noir et blanc réalisé par Frank R. Strayer, sorti en 1930.

## Synopsis
Un jeune acteur en herbe vient à Hollywood avec l'espoir de percer. Confondu avec un célèbre ténor de l'opéra, il est traité avec les plus grands égards où qu'il aille. Il habite même au manoir du ténor. Malheureusement pour lui, sa petite amie l'abandonne quand arrive au manoir la femme du ténor, qui ne l'a pas encore vu. Le quiproquo prend fin lorsque le ténor fait son apparition et que le jeune acteur apprend qu'il est son neveu.

## Fiche technique
- Titre : Nuits de Californie
- Titre original : Let's Go Places
- Réalisation : Frank R. Strayer
- Scénario : Andrew Bennison et Billy K. Wells
- Société de production et de distribution : Fox Film
- Photographie : Conrad Wells
- Montage : Alfred DeGaetano
- Musique : Arthur Kay
- Pays de production : États-Unis
- Format : noir et blanc - 1.20:1 - son Mono (Western Electric System)
- Genre : comédie musicale
- Durée : 70 minutes
- Dates de sortie :
  - États-Unis : 2 février 1930
  - France : 19 décembre 1930

## Distribution
- Joseph Wagstaff : Paul Adams
- Lola Lane : Marjorie Lorraine
- Sharon Lynn : Virginia Gordon
- Frank Richardson : J. Speed Quinn
- Walter Catlett : Rex Wardell
- Dixie Lee : Dixie
- Ilka Chase : Mme Du Bonnet
- Charles Judels : Du Bonnet
- Larry Steers : Ben King
- Betty Grable : Chorine  (non créditée)